# سفارة الجزائر لدى السعودية
سفارة الجزائر لدى السعودية هي الممثلية الدبلوماسية العليا لدولة الجزائر لدى المملكة العربية السعودية. تقع السفارة في حي السفارات في الرياض.